# Svätopeterský park
Svätopeterský park je chráněný areál v katastrálním území obce Svätý Peter v okrese Komárno v Nitranském kraji na Slovensku. Území bylo vyhlášeno v roce 1981 a jeho rozloha je 5,16 hektaru. Předmětem ochrany je historický park ve Svätém Petru.